# Medalla Veitch

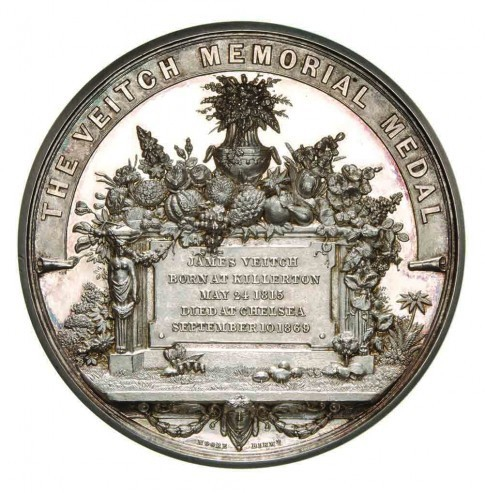
Medalla Veitch del año 1870

La Medalla conmemorativa Veitch es una distinción, creada en 1869,  y discernida cada año por la Real Sociedad de Horticultura. Porta el nombre del destacado horticultor de tercera generación James James Veitch (1815-1869).

## Lista parcial de laureados
| - 1892 : John Heal (ca. 1841 - 1925) - 1896 : Charles Sprague Sargent (1841 - 1927) (EE. UU.) - 1897 : Liberty Hyde Bailey (1858-1954) - 1899 : Thomas Francis Rivers (1831-1899) - 1901 : Richard Irwin Lynch (1850-1924) - 1901 : Thomas Meehan (1826-1901) (EE. UU.) - 1906 : Ernest Henry Wilson (1876-1930) - 1907 : John Gilbert Baker (1834-1920) - 1922 : William Jackson Bean (1863-1947) - 1924 : Richard Irwin Lynch (1850-1924) - 1925 : Sir David Prain (1857-1944) - 1927 : George Forrest (1873-1932) - 1928 : Gertrude Jekyll (1843-1932) - 1929 : Alfred Barton Rendle (1865-1938) - 1930 : Sir William Wright Smith (1875-1956) - 1931 : Otto Stapf (1857-1933) - 1932 : Leonard Cockayne (1855-1934) - 1934 : Francis Kingdon-Ward (1885-1958) - 1935 : Edward James Salisbury (1886-1978) - 1936 : Arthur William Hill (1875-1941) - 1937 : John Hutchinson (1884-1972) | - 1938 : Morley Benjamin Crane (1890-1983) - 1953 : William Bertram Turrill (1890-1961) - 1964 : William Thomas Stearn (1911-2001) - 1965 : William Douglas Cook (Nueva Zelanda) (1884-1967) - 1966 : Graham Stuart Thomas (1909-2003) - 1968 : John Stuart Yeates (New Zealand) (1900-1986) - 1972 : Roy Lancaster (n. 1938) - 1974 : John Bergmans ([Netherlands]) (1892–1980) - 1976 : Alice Margaret Coats (1905-1978) - 1977 : Iris Bannochie (1914-1988) - 1978 : Gavin Brown (?-?) Frederick Alkmund Roach (1909-2004) - 1979 : Fred Whitsey (1919-2009) - 1981 : David Robinson (1928-2004) - 1985 : Mavis Batey (1921-2013) - 1990 : Chen Hang (1931?-) - 1991 : John L. Creech (1920-2009) - 1993 : Joy Larkcom (?-?) - 1993 : Brent Elliott (?-?) - 1996 : Jane G Pepper (1945-) | - 1999 : Sonja Bernadotte (1944--2008) - 1999 : Helen Dillon (?-?) - 2000 : Maurice & Brian Woodfield) - 2001 : Francis Higginson Cabot (1925-?) - 2002 : Piet Oudolf (1944-) - 2003 : Martin John Bukovac (?-?) - 2007 : Rex Dibley - 2007 : Daniel John Hinkley (1953-) - 2008 : James Beard (?-?) - 2008 : Michael Nelson (?-?) - 2009 : David Wheeler (1945-) - 2009 : Joan Morgan - 2009 : Jozef Vasn Assche - 2010 : Dr. Stefan T. Buczacki - fecha desconocida : Alfred Daniel Hall (1864-1942) - f/d : Ernest Henry Wilson (1876-1930) - f/d : Thomas Wallace (1891-1965) - f/d : Wilfrid Jasper Walter Blunt (1901-1987) - f/d : Werner Rauh (1913-2000) - f/d : D. G. Hessayon (1928-) - f/d : Harold Hillier (1905-1985) |